# کنوود استیتس (فلوریدا)
کنوود استیتس (به انگلیسی: Kenwood Estates) یک منطقهٔ مسکونی در ایالات متحده آمریکا است که در فلوریدا واقع شده‌است. کنوود استیتس ۱٬۲۸۳ نفر جمعیت دارد و ۴٫۸۸ متر بالاتر از سطح دریا واقع شده‌است.